# Siakago
Siakago – miasto w Kenii, w hrabstwie Embu. W 1999 liczyło 2 312 mieszkańców.